# Bornant
Der Bornant (französisch: Ruisseau de Bornant) ist ein kleiner Fluss im Zentrum von Frankreich, der weitgehend an der Grenze der Départements Côte-d’Or und Yonne der Region Bourgogne-Franche-Comté südöstlich der Stadt Auxerre verläuft.

## Geografie

### Verlauf
Der Bornant entspringt im Gemeindegebiet von Corsaint, verläuft generell Richtung Nordosten und mündet nach rund 16 Kilometern an der Gemeindegrenze von Rougemont und Aisy-sur-Armançon, die gleichzeitig die Départementgrenze bildet, als linker Nebenfluss in den Armançon. Im Mündungsabschnitt quert der Bornant die Bahnstrecke Paris–Marseille sowie kurz davor eine Verbindung zur parallel verlaufenden Schnellfahrstrecke LGV Sud-Est.

### Orte am Fluss
(Reihenfolge in Fließrichtung)
- Turley, Gemeinde Corsaint
- Fain-lès-Moutiers
- Bierry-les-Belles-Fontaines
- Chevigny le Désert, Gemeinde Bierry-les-Belles-Fontaines
- Ferme de Bornant Grenipille, Gemeinde Quincy-le-Vicomte
- Ferme de Bornant-Châtelnaud, Gemeinde Aisy-sur-Armançon